# Парадокс Паррондо
Парадо́кс Парро́ндо — парадокс в теории игр, который обычно характеризуют как комбинацию проигрышных стратегий, которая выигрывает. 
Парадокс обнаружен в 1996г Хуаном Паррондо (испанский физик) и назван в его честь. 
Утверждение парадокса выглядит следующим образом:
Возможно выиграть, играя поочерёдно в две заведомо проигрышные игры.
Более точная с точки зрения математики версия парадокса звучит следующим образом:
В двух играх с зависимыми исходами, в каждой из которых вероятность проигрыша больше вероятности выигрыша, можно построить выигрышную стратегию, манипулируя очерёдностью между ними.
Парадокс заключается в следующем: играя в две специально подобранные игры A и B, каждая из которых имеет более высокую вероятность проигрыша, чем победы, можно построить выигрышную стратегию, играя в эти игры поочерёдно. То есть, играя в одну игру, в которой на 5 проигрышей выпадает 4 выигрыша, игрок неизбежно проиграет по итогам большого количества розыгрышей. Затем, играя в другую, в которой на 10 проигрышей выпадает 9 выигрышей, игрок также проиграет. Но если СЛУЧАЙНО чередовать эти игры, например ABBABB и т. п., то общая вероятность выигрыша будет больше вероятности проигрыша (отрицательное математическое ожидание каждой игры по отдельности изменится на положительное мат. ожидание при комбинации этих же игр вместе).
Условием возникновения парадокса Паррондо является связь между результатами игр A и B (игры с «капиталом» игрока), либо общий предмет в правилах игры.

## Вариант с Броуновским маховиком
Паррондо придумал парадокс анализируя мысленный эксперимент работы машины (вечный двигатель) Броуновского храповика («трещетка», «пила»), которая якобы могла бы извлекать энергию из случайных тепловых движений нарушая 2-й закон Термодинамики.

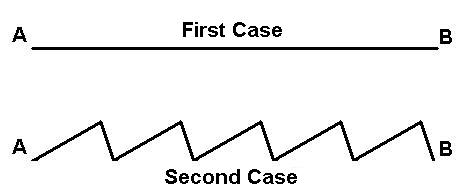
Рисунок 1

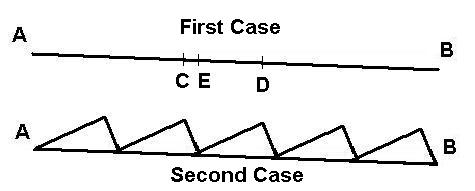
Рисунок 2

Есть две точки A и B , имеющие одинаковую высоту (рисунок 1).
В первой ситуации, плоский профиль. Если оставить несколько круглых шариков по середине, которые случайным образом перемещаются вправо и влево, то они будут кататься в оба конца случайным образом.
Во второй ситуации, между шариками есть «пила». Если наклонить профиль вправо (рисунок 2), то в обеих ситуациях шарики склонны катится к точке B.
Теперь начнем чередовать профили, выбирая верный момент между чередованием.
Шарики в первой ситуации в точке E распределяются по плоскости ближе в сторону к точке B. Но если применить вторую ситуацию, когда некоторые шарики пересекли точку C, но ни один не пересек точку D, то большинство шариков вернутся в точку E. Однако некоторые из шариков станут ближе к точке A. Опять применяем первую ситуацию и повторяем (теперь C, D и E сдвинуты на один шаг к A).
Таким образом шарики переместятся в точку A, а не в точку B.
Пусть шарики в точке A есть Победа, а шарики в точке B есть Проигрыш. Тогда чтобы победить нужно чередовать.

## Вариант с подбрасыванием монеты
(канонический пример парадокса Паррондо)
(пример с монетами имеет синергию с Задача о разорении игрока)
Рассмотрим две игры, игру A и игру B.
Каждая игра приносит — Победа +1 ₽, Проигрыш −1 ₽.
Игра A — 1-я монета, почти честная, P=50/50 (вероятность выиграть) минус {\displaystyle \varepsilon } ({\displaystyle \varepsilon }=0.005, Эпсилон, это дисбаланс). Здесь из-за {\displaystyle \varepsilon } игра имеет отрицательное мат. ожидание, то есть в долгосрочной перспективе игрок обязательно проиграет.
Игра B, состоит из комбинаций двух игр B1 и B2.
Для игры B1, 2-я монета, максимально нечестная, P=10/90 минус {\displaystyle \varepsilon }.
Для игры B2, 3-я монета, сильно читерная, P=75/25 минус {\displaystyle \varepsilon }.
В начале игры В определяем, кратен ли капитал (банк, депозит) числу 3 (M=3, делится ли нацело без остатка). Если кратен, то играем в B1, иначе играем в B2.
(это чередование В1--В2 через кратность создает подобие храповика)
Игра B представляет собой цепь Маркова, анализ при M=3 показывает, что вероятность при B1 равна 0,3836, а вероятность при B2 равна 0,6164. Из-за того что игра B1 происходит примерно в 40 % случаев, играя в игру B в долгосрочной перспективе игрок тоже обязательно проиграет.
Однако, если эти две проигрышные игры A и B играются в случайной последовательности (например, AABBAABB..), то в долгосрочной перспективе игрок выигрывает!

## Про связь игр A и B через капитал игрока
Связь двух игр может осуществляться через текущий капитал игрока. Под капиталом игрока подразумевается накопительная количественно измеряемая компонента исходов игры.
Пусть игра A такова, что игрок выигрывает 1 ₽ с вероятностью {\displaystyle 50\,\%-\varepsilon } (с положительным, достаточно малым {\displaystyle \varepsilon }) и проигрывает 1 ₽ с вероятностью {\displaystyle 50\,\%+\varepsilon }. Математическое ожидание результата такой игры равняется {\displaystyle -2\varepsilon }, то есть отрицательно.
Игра B является комбинацией двух игр — В1 и В2. Если капитал игрока в начале игры В кратен 3, то он играет в В1, иначе — в В2.
Игра B1: игрок выигрывает 1 ₽ с вероятностью {\displaystyle 10\,\%-\varepsilon }, проигрывает с вероятностью {\displaystyle 90\,\%+\varepsilon }.{\displaystyle }
Игра B2: игрок выигрывает 1 ₽ с вероятностью {\displaystyle 75\,\%-\varepsilon }, проигрывает с вероятностью {\displaystyle 25\,\%+\varepsilon }.
При любом ненулевом положительном значении {\displaystyle \varepsilon } игра B также обладает отрицательным ожиданием результата (например, при {\displaystyle \varepsilon =0{,}005}).
Можно увидеть, что некоторые комбинации игр A и B обладают положительным ожиданием результата. Например (с указанным значением {\displaystyle \varepsilon }):
- Случайно выбирая каждый раз игру между A и B, мы получим ожидание результата 0,0147.
- Играя поочерёдно 2 раза A, затем 2 раза B, получаем ожидание результата 0,0148.

Чтобы лучше понять суть парадокса с капиталом игрока, можно представить, что игрок стоит на лестнице с пронумерованными ступенями, и должен подняться по ней вверх. Поскольку наиболее неприятным для игрока исходом является игра B1, когда он стоит на ступеньке с номером, кратным 3, то в этот момент ему следует переключиться на игру A, а на ступенях с номерами, не кратными 3, переключиться обратно на игру B и сыграть по правилам B2. Так, при {\displaystyle \varepsilon } в интервале [0;0.084] игроку в долгосрочной перспективе обеспечен выигрыш.

## Вариант с блокировкой игры
Связь может также осуществляться ссылкой правил на общий предмет.
Пусть перед игроком имеется жетон с двумя сторонами — белой и чёрной.
Игра A — игрок бросает монетку:
- если жетон обращён белой стороной к игроку,
  - если выпал «орёл», то игрок получает 3 ₽;
  - если выпала «решка», то игрок теряет 1 ₽ и переворачивает жетон другой стороной.
- если жетон обращён чёрной стороной к игроку,
  - если выпал «орёл», то игрок получает 1 ₽;
  - если выпала «решка», то игрок теряет 2 ₽.

Игра B — игрок бросает монетку:
- если жетон обращён чёрной стороной к игроку,
  - если выпал «орёл», то игрок получает 3 ₽;
  - если выпала «решка», то игрок теряет 1 ₽ и переворачивает жетон другой стороной.
- если жетон обращён белой стороной к игроку,
  - если выпал «орёл», то игрок получает 1 ₽;
  - если выпала «решка», то игрок теряет 2 ₽.

Играя в одну из этих игр в долгосрочной перспективе, игрок в среднем будет проигрывать, играя же в эти игры поочерёдно (или каждый раз выбирая случайным образом одну из двух игр), игрок получает возможность выбраться из неблагополучной для него конфигурации.

## Разрешение парадокса (разоблачение)
Если разобрать "Вариант с подбрасыванием монеты", то комбинация A+B2 имеет положительное мат. ожидание большее чем отрицательное мат. ожидание комбинации A+B1 ("две специально подобранные игры A и B").
Если разобрать "Вариант с блокировкой игры", то здесь особенно хорошо видно, как в игре B изначально заложен переключатель(ловушка) из комбинации отрицательного мат. ожидания в комбинацию положительного мат. ожидания, который управляется через игру A ("выбраться из неблагополучной  конфигурации"). Такой же переключатель присутствует в "Вариант с подбрасыванием монеты" через четность выигрыша и колебания капитала между кратностью 2 и кратностью 3, что не слишком очевидно и потому не заметно сразу.
Бесполезны попытки применить "парадокс Паррондо" к рулетке в казино, поскольку переключение B1-B2 через кратность капитала предполагает равный нечетный размер выигрыша/проигрыша (+/-1) при разных шансах, но в рулетке (в отличие от монет) все наоборот - шансы линейно привязаны к размеру выигрыша/проигрыша (что является основой баланса шансов и непредвзятости случайности).
Было бы слишком критично назвать "парадокс Паррондо" мошенничеством, это скорее как Трюк подобный хитрой загадке, которая содержит неявный подвох.

## Применение парадокса
Парадокс Паррондо в настоящее время широко используется в теории игр. Также в настоящее время рассматривается возможность его применения в технике, динамике популяций, оценке финансовых рисков и т. д.
Однако этот парадокс приносит мало пользы в большинстве практических ситуаций, например, в инвестировании в фондовый рынок, так как парадокс требует, чтобы выигрыш по меньшей мере в одном из вариантов игры зависел от капитала игрока. А это представляется невозможным.